# Xenontrioxide
Xenontrioxide is een onstabiele anorganische verbinding van xenon en zuurstof met als brutoformule XeO3. De stof komt voor als een kleurloze kristallijne vaste stof, die hevig reageert met water, met vorming van xenonzuur:
{\displaystyle {\ce {XeO3 + H2O -> H2XeO4}}}

## Structuur
Xenon komt in de verbinding voor in oxidatietoestand +VI. De molecule heeft een trigonaal piramidale structuur. Het kristalstelsel is orthorombisch.

## Eigenschappen en gevaren
Xenontrioxide is een zeer sterke oxidator en kan daardoor zuurstof onttrekken aan water. Deze reactie wordt nog versneld door aanwezigheid van licht. Xenontrioxide is explosief wanneer het in contact komt met organische verbindingen. Zelfs bij kamertemperatuur kan het detoneren:
{\displaystyle {\ce {2XeO3 -> 2Xe + 3O2}}}
In zuur milieu wordt xenontrioxide kwantitatief gereduceerd door jodide:
{\displaystyle {\ce {XeO3 + 6H+ + 9I- -> Xe + 3H2O + 3I3-}}}